# Louis A. Johnson
Pour les articles homonymes, voir Johnson.
Louis Arthur Johnson, né le 10 janvier 1891 à Roanoke (Virginie) et mort le 24 avril 1966 à Washington (district de Columbia), est un homme politique américain. Membre du Parti démocrate, il est secrétaire à la Défense entre 1949 et 1950 dans l'administration du président Harry S. Truman.

## Biographie
Johnson est né le 10 janvier 1891 à Roanoke, en Virginie, de Marcellus et Catherine (née Arthur) Johnson. Il obtient un diplôme en droit de l'université de Virginie. Après l'obtention de son diplôme, il pratiqueé le droit à Clarksburg en Virginie-Occidentale ; son cabinet, Steptoe & Johnson, ouvre finalement des bureaux à Charleston en Virginie-Occidentale, et à Washington. Élu à la Chambre des délégués de Virginie-Occidentale en 1916, il est chef de parti majoritaire et président du Comité judiciaire. Pendant la Première Guerre mondiale, Johnson est capitaine de l'Armée de terre en France, où il rédige un long rapport à l'intention du ministère de la Guerre sur la gestion de l'Armée de terre et les pratiques de réquisition de matériel. Après la guerre, il reprend sa pratique du droit et soccupe activement des affaires des anciens combattants, servant comme commandant national de l'American Legion.